# Marian Filipiuk
Marian Filipiuk (* 2. Februar 1941 in Radzyń Podlaski) ist ein ehemaliger polnischer Sprinter, der sich auf den 400-Meter-Lauf spezialisiert hatte.
Bei den Olympischen Spielen 1964 in Tokio wurde er Sechster in der 4-mal-400-Meter-Staffel.
Seine persönliche Bestzeit von 47,1 s stellte er 1964 auf.